# Ramonville-Saint-Agne
Ramonville-Saint-Agne (in linguadociano dell'occitano: Ramonvila e Sant Anha) è un comune francese di 11 909 abitanti situato nel dipartimento dell'Alta Garonna nella regione dell'Occitania.

## Società

### Evoluzione demografica
Abitanti censiti